# A costa dos murmurios
A costa dos murmurios és una pel·lícula de Moçambic de l'any 2004 dirigida per Margarida Cardoso.

## Argument
A finals dels anys 60, els portuguesos fan la seva última guerra colonial sense sortida a Moçambic. Evita, una impulsiva portuguesa, guapa i jove, arriba a Moçambic per casar-se amb Luis, un soldat de l'exèrcit colonial. Evita s'adona de seguida que Luis ja no és l'estudiant de matemàtiques rebel i ambiciós que va conèixer a Lisboa. Ha perdut la seva innocència. Quan Luis ha d'anar-se'n a la guerra, Evita es queda sola. Passejant per la ciutat, descobreix un nou mode de vida i mostra una llibertat inhabitual per a l'època.

## Repartiment
- Beatriz Batarda - Evita
- Filipe Duarte - Luis
- Monica Calle - Helena
- Adriano Luz - Forza Leal
- Luis Sarmento - Periodista
- Beatriz Batarda - Evita
- Filipe Duarte - Luis
- Monica Calle - Helena
- Adriano Luz - Forza Leal
- Luis Sarmento - Periodista

## Premis
- IIWFF – Indian International Women Film Festival 2006
- Caminhos Do Cinema Português 2005, Portugal
- Cineportbrasil – Prizes Andorinha 2005
- Imargens – Fest. Int. Cinema E Video Dos Países De Língua Portuguesa, 2005
- 53. Mannheim Heidelberg Int. Film Festival 2004